# Joy Division
Joy Division var et post-punk-band, der blev dannet i 1976. Gruppen bestod af Ian Curtis (vokal og lejlighedsvist guitar), Bernard Sumner (guitar og keyboard), Peter Hook (bas) og Stephen Morris (trommer og percussion).
Historien om bandet starter ofte med slutningen – den depressionsramte frontmand Ian Curtis' myteskabende selvmord d. 18 maj 1980. Tragedien overskyggede på mange måder den kommercielle succes, som fulgte i kølvandet på udgivelsen af gruppens andet album, Closer (1980), samt især singlen "Love Will Tear Us Apart", der blev gruppens største hit nogensinde.
De tre resterende medlemmer Bernard Sumner, Peter Hook og Stephen Morris valgte efterfølgende at fortsætte sammen under det nye navn New Order – et navn der skulle vise sig at være særdeles velvalgt, idet gruppen i den grad kom til at sætte en ny dagsorden på både den nationale og internationale musikscene.

## Historie

### Grundlæggelsen (1976-1978)
I 1976 optrådte Sex Pistols på Lesser Free Trade Hall i Manchester. Blandt publikum var Bernard Sumner, Peter Hook og Terry Mason, der stærkt inspireret af koncerten valgte at danne et band – i første omgang under navnet Stiff Kittens, hvilket angiveligt var ment som en joke.
Med Sumner på guitar, Hook på bas og Mason på trommer manglede gruppen blot en forsanger, hvilket endte med at blive Ian Curtis, der besvarede et opslag i den lokale pladebutik.
Gruppens første optræden fandt sted på The Electric Circus i maj 1977 som opvarmning for The Buzzcocks, men forud for koncerten – hvor de optrådte under navnet Warsaw – valgte Mason at droppe ud og han blev i al hast erstattet af Tony Tabac. Tabac var dog ikke nogen permanent erstatning som trommeslager, og efter at have haft Steve Brotherdale inde over for en stund, blev Stephen Morris indlemmet. Gruppen var dermed komplet, og i slutningen af 1977 valgte de at skifte navn til Joy Division – inspireret af bogen House of Dolls (1955), hvor der refereres til grupper af jødiske kvinder, der blev holdt fanget som prostituerede i de nazistiske KZ-lejre.
I januar 1978 spillede og indspillede gruppen for første gang under navnet Joy Division – det blev således til en koncert i The Pips Club, samt indspilning af EP'en An Ideal for Living i Pennine Sound Studio. Bandet deltog desuden i en bandkonkurrence, der – trods manglende succes – skulle vise sig at blive et vendepunkt, idet de mødte den lokale tv-vært Tony Wilson – manden der stiftede det sidenhen legendariske pladeselskab, Factory Records.
Samtidig med at gruppen påbegyndte indspilningerne af de Martin Hannett-producerede numre "Digital" og "Glass", blev Rob Gretton hevet ind som manager for gruppen. Holdet omkring var efterhånden fuldendt, og bandet fik desuden masser af medieopmærksomhed med bl.a. en forside i musikmagasinet NME – sandsynligvis stærkt foranlediget af Paul Morley, der skrev om gruppen i NME ved enhver given lejlighed – samt en studiesession hos den populære DJ på BBC, John Peel. Gruppens ansigt udadtil blev efterhånden tegnet af fotograferne Kevin Cummins og Anton Corbijn, medens Peter Saville sørgede for den grafiske profil i form af samtlige af gruppens album-covers.

### Unknown Pleasures(1979)
Joy Divisions debutalbum, Unknown Pleasures, blev indspillet i løbet af en uge i Strawberry Studios i Stockport, og var klar til udgivelse i juni 1979. Gruppen havde formået at kreere et album, der både musikalsk og visuelt var nyskabende, hvilket var med til at gøre Unknown Pleasures til en succes såvel kommercielt som anmeldermæssigt. Produceren Martin Hannetts stilskabende produktion, der blandede industrielle lyde, digitale effekter og flittig brug af rumklang, var stærkt medvirkende til at give bandet dets unikke lyd. Hannett valgte desuden at hive Peter Hooks lyse, melodiske baslinjer og Stephen Morris' innovative brug af akustiske og elektriske trommer helt frem i lydbilledet.

### Closerog Curtis' selvmord (1980)
Joy Division fik sit første og eneste hit med "Love Will Tear Us Apart" i juni 1980, kort efter Curtis' død. Nummeret er indspillet samtidig med resten af Closer (1980), men er lige som gruppens øvrige singler IKKE at finde på originaludgaverne af gruppens to albums.[kilde mangler]

### Eftervirkning
Tekst mangler, hjælp os med at skrive teksten

## Musikalsk stil
I starten af deres karriere, spillede Joy Division, eller Warsaw, som de var kendt som i starten, råt og simpelt punk-rock, inspireret af den daværende punkbevægelse. Deres lyd var bygget op af en dyb og forvrænget bas, hurtige riffs og guitar soloer, hurtige og dynamiske trommer, og Ians råbende og hæse stemme. Men senere i deres karriere, især efter rekrutteringen af Stephen Morris, blev sangene langsommere og længere. Lyrikken undergik sig også en stor forandring - Ian begyndte at kigge indad og synge om sine følelser, i stedet for at kigge udad og synge om samfundet, hvilket var meget traditionelt for punkbands. Peter Hook begyndte også at spille meget høje toner på sin bas, hvilket lød meget karakteristisk og anderledes. Guitaren tog derimod et skridt tilbage og lod bassen komme meget længere frem. I stedet supplerede guitaren med simple og melodiske riffs, hvor der nu var plads til det. Trommerytmerne blev mere og mere utraditionelle og spillede nærmest trommeriffs, som Peter Hook kan lide at sige det. Mod slutningen af deres karriere begyndte bandet at benytte sig af synthesizere - noget som var meget utraditionelt på det tidspunkt.
En anden faktor, som havde en stor betydning for deres lyd, var Martin Hannetts kolde og dystre produktion, hvor han benyttede sig meget af rumklang, ekko og forskellige omgivelses lyde, heriblandt elevatorer og maskiner. Et velkendt eksempel på Martin Hannetts produktion er brugen af spraydåser som percussion på nummeret "She's Lost Control". Ifølge Peter Hook var det specielle ved Joy Division lyd, at alle instrumenter kunne lyttes til for sig selv, da alle de spillede individuelle melodier i stedet for at være afhængige af hinanden.

## Lyrik
Tekst mangler, hjælp os med at skrive teksten

## Arv og indflydelse
Der er skrevet adskillige bøger om Joy Division, bl.a. Ian Curtis' kone, Deborah Curtis' biografi om Ian Curtis, Touching from a Distance fra 1995. Denne bog dannede desuden basis for filmen Control (2007), som blev instrueret af den hollandske rockfotograf Anton Corbijn.[kilde mangler]
Michael Winterbottoms spillefilm 24 Hour Party People (2002) udspiller sig i høj grad omkring Joy Division og filmen indeholder en rekonstruktion af Ian Curtis' selvmord. Det var Sean Harris, der – meget livagtigt – spillede Ian Curtis.[kilde mangler]

## Diskografi

### Studiealbums
- Unknown Pleasures (Factory Records, 1979)
- Closer (Factory Records, 1980)

### Opsamlinger
- Still (Factory Records, 1981)
- Substance (Factory Records, 1988)
- Permanent (London Records, 1995)
- Heart and Soul (London Records, 1997)

### EP'er
- An Ideal for Living (Enigma, 1978)

### Singler
- "Transmission" (Factory Records, 1979)
- "Love Will Tear Us Apart" (Factory Records, 1980)